# Tasmarubrius hickmani
Tasmarubrius hickmani là một loài nhện trong họ Amphinectidae. Loài này phân bố ở Tasmanië.